# Irland i olympiska sommarspelen 1972
Irland deltog med 59 deltagare vid de olympiska sommarspelen 1972 i München. Ingen av landets deltagare erövrade någon medalj.